# Hôtel Le Bas de Montargis
El hotel Le Bas de Montargis u hotel de Créquy es un antiguo hôtel particulier ubicado en el suroeste, número 7 de la Plaza Vendôme, contiguo al Hôtel d'Orsigny y el Hôtel de Villemaré, en el 1 distrito de París.
Construido en 1708, por y para el arquitecto Jules Hardouin-Mansart, perteneció en particular a la familia Le Bas de Montargis y luego Aumont de Créquy. De 1724 a 1731 albergó el club Entresol.
De 1794 a 1899, el hotel fue la sede de la sede de la Place de Paris y luego perteneció a la casa de moda Beer, antes de ser vendido a la Compagnie Foncière Vendôme, que realizó allí importantes obras, incluida la creación de la actual Cour Vendôme.
En la actualidad alberga oficinas y es un condominio. SU fachada del hotel está catalogada como monumento histórico.

## Historia

### De la construcción de la plaza a la del hotel

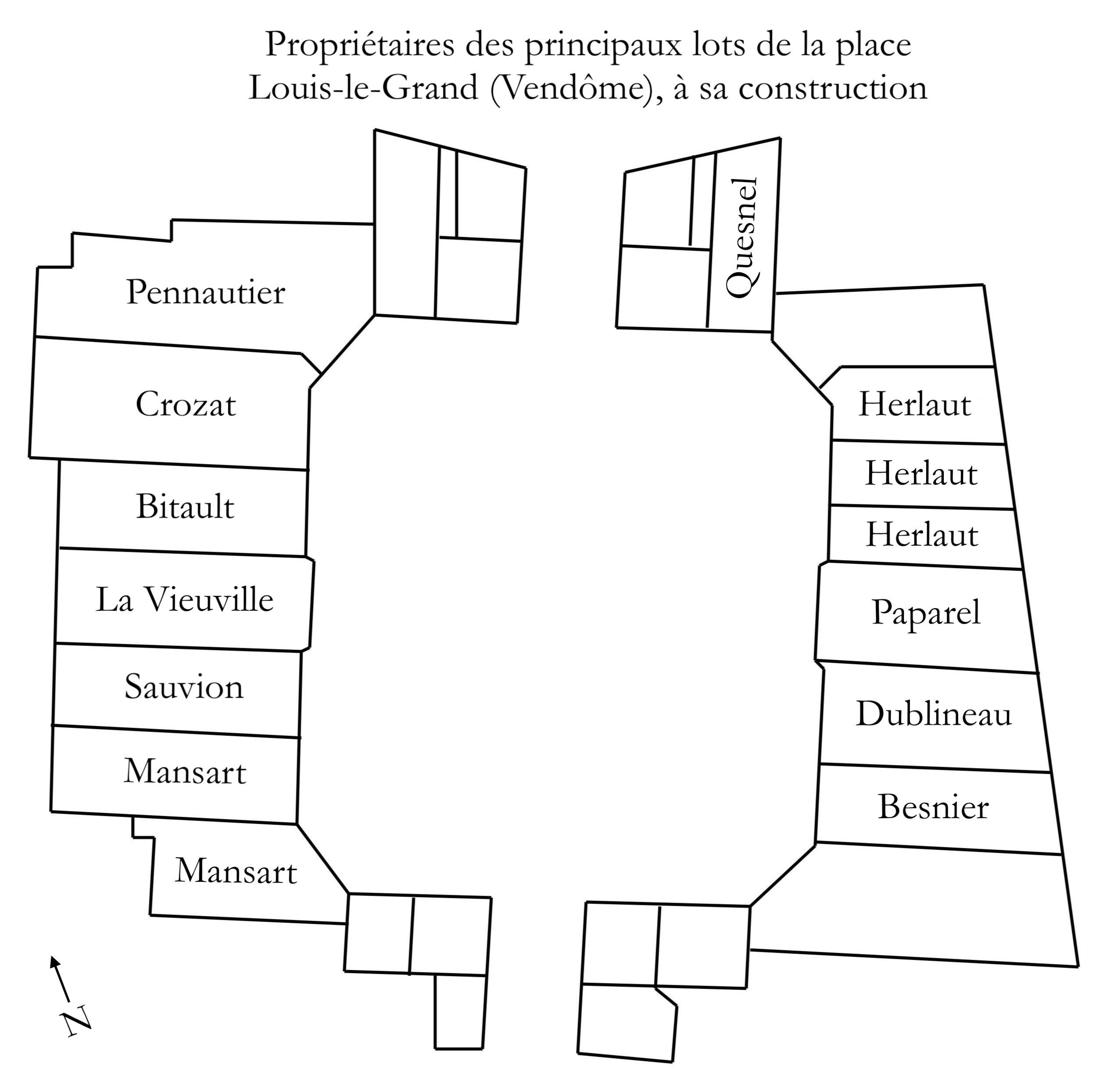
Distribución de lotes en la plaza. Entre los dos lotes de Mansart, en la parte inferior el no 7, encima del n 9

El 3 de febrero de 1703, el arquitecto Jules Hardouin-Mansart adquiere de la ciudad de París el terreno correspondiente al n 7 y n 9, de 433 toesas. Revendió estos dos lotes unos años más tarde a su yerno Claude Le Bas de Montargis, que era tesorero del Extraordinario de las Guerras y se casó en 1693 con Catherine Henriette Hardouin-Mansart. Él erigió en el n. 7, un hotel para uso propio y revendió el 14 de décembre de 1708 la trama del n. 9, tal como lo compró, a Jean Bonaventure Le Lay de Villemaré.

### La mansión y sus salones
En 1708, Claude Le Bas de Montargis vendió el usufructo del hotel a la marquesa Anne-Charlotte d'Aumont de Créquy, viuda de François-Joseph de Créquy, fallecido seis años antes.
Ya en 1719, la marquesa rescindió el contrato y el propietario vendió el hotel a su yerno, Charles-Jean-François Hénault . Este último, presidente de la primera cámara de investigaciones del parlamento de París, se casó con Catherine Le Bas de Montargis, hija de Claude, en 1714.
El hotel acoge las famosas cenas del club Entresol, desde su fundación en 1724 por el Abbé Pierre-Joseph Alary, que luego se reúne, todos los sábados, de cinco de la tarde a ocho de la noche, en la residencia del presidente. Hénault, una veintena de participantes aficionados a las letras y la política. El nombre del círculo hace referencia al piso del hotel en el que se realizan las reuniones.
Uno entonces encuentra allí, entre los regulares, el Marqués d'Argenson, Montesquieu, el Marqués de Balleroy, el Abbé de Saint-Pierre, el Abbé de Bragelonne, el Abbé de Pomponne, M du Deffand, Madame de Luxembourg, M de Pont de Veyle, Claude-Adrien Helvétius, Madame de Rochefort, Madame de Bernin de Valentinay d'Ussé, Madame de Pompadour, el Caballero de Ramsay y varios caballeros como el Mariscal-duque de Coigny, el Mariscal de Matignon, el marqués de Lassay, el duque de Noirmoutiers, pero también François Dominique de Saint-Contest.
En 1731, a pesar de la gracia que disfrutaban individualmente la mayoría de estos miembros en la corte, y debido al espíritu liberal que allí reinaba, estas cenas acabaron siendo prohibidas por el cardenal de Fleury, primer ministro de Luis XV.
Anne-Charlotte Lebas de Montargis, la hija mayor de Claude, heredó el hotel, pero lo vendió el 27 de septiembre de 1759 a Nicolas Dedelay dit de Delley, señor de La Garde y Blancmesnil, granjero general y secretario del rey, por la suma de 200 000 libras, incluidas 24 000 para muebles. Después de la muerte de Dedelay, su viuda, nacida Élisabeth de Ligniville, la ocupó, incluso después de su segundo matrimonio con el Conde Polercski, hasta la Revolución.

### Revoluciones
A partir de 1794, fue alquilado a la sede de la Place de Paris. En 1809, volvió a Xavier Dedelay de Blancmesnil, nieto del anterior.
Desde 1806, es la oficina del General Doucet, jefe de Estado Mayor de París, dónde el 11 de abril de 1812 termina el intento de golpe de Malet, cuando los dragones capturan al general Malet por orden de Doucet.
El 6 de agosto de 1823 Jean-Jacques Claret de Fleurieu adquiere el hotel por 320 100 francs. Fleurieu renovó inmediatamente el contrato de arrendamiento de la sede por una renta anual de 23 000 francos. Murió en 1826 y su hijo Alphonse-Robert Claret de Fleurieu lo heredó. Cuando él a su vez murió en 1846, fue su tercer hijo, Henri Claret de Fleurieu, a quien se le concedió todo, en virtud del testamento.
Inquilino durante sesenta y siete años, el Estado acaba expropiando a Henri Claret de Fleurieu, el 12 de mayo de 1862, tomó posesión de él por el precio de 1 060 000 francos.

### Compagnie Foncière Vendôme y su proyecto inmobiliario
En 1915 fue comprado por la casa de moda Beer por 2 074 930 francs, que ocupaba las instalaciones desde 1900 Cuando se formó Compagnie Foncière Vendôme en 1930, con el único propósito de operar el edificio, Maison Beer aportó el edificio a la nueva empresa. Entre los accionistas de la Compañía también se encuentra el empresario sueco Ivar Kreuger, quien se suicidó en 1932.
El proyecto de la Compañía consiste entonces en la construcción de un moderno edificio de oficinas aprovechando al máximo la edificabilidad de la parcela. Sufrió el fachadismo y quedó completamente destruido, a excepción de su fachada catalogada, que da a la plaza. El plan fue completamente rediseñado y se agregó una parcela vecina, en la rue Saint-Honoré.
La Compañía encomendó la construcción del nuevo edificio a André Ventre en 1930. Se trata de construir una sede en el Banco de Suecia y París fundada por Ivar Kreuger Así, la planta baja paso a estar ocupada por una sala de mostradores y el sótano se dedicó a la sala de cajas fuertes, que está custodiada por una puerta blindada de doce toneladas. El BNP ocupa el sitio después del Banco de Suecia y París.
Con motivo de la obra, se construyó un pasaje público en la planta baja del hotel, que en 1934 tomó el nombre de Cour Vendôme. Conecta la plaza con la rue Saint-Honoré, hasta donde ahora se extiende la trama unificada.
Albergó, poco antes de la Segunda Guerra Mundial, el salón de Elizabeth Arden, dirigido por su hermana, Gladys Graham, esposa del vizconde Henri de Maublanc.

## Decoraciones
El Museo del Louvre conserva piezas de su decoración original, como un trumeau de hielo. Una parte fue restaurada en 1962 durante la presentación en las salas del museo, otra fue restaurada en la década de 2010.